# China Records
China Records (укр. Чайна Рекордс; від англ. China — Китай) — британський лейбл звукозапису, створений 1984 року.
Засновником лейблу став колишній директор британського відділення A&M Records Дерек Грін. Попри назву (англ. China означає «Китай»), організація не мала відношення до Китайської Республіки. Дерек обрав цю назву, бо в середині 1980-х років все китайське викликало захоплення і гарантувало зацікавленість. Зокрема, Грін був вражений тим, як на Літніх Олімпійських іграх 1984 в Лос-Анджелесі зустрічали китайських спортсменів. Жартівливим відсиланням до східної специфіки були порядкові номери альбомів та синглів, що виходили на лейблі: вони починалися з абревіатур «WOK» та «WOL», натякаючи як на відомий азійський посуд («вок»), так і на своєрідну вимову популярного музичного жанру («вок-н-вол» замість «рок-н-рол»).
Одним з перших успішних виконавців China Records став британський сінті-поп-гурт Art of Noise, що видав на лейблі популярні сингли «Peter Gunn» та «Kiss» за участі зірок 1960-х років, гітариста Дуейна Едді та співака Тома Джонса відповідно. Пізніше до каталогу лейбла доєдналися хард-роковий гурт Dogs D'Amour, фолк-колектив Levellers та гурт електронної музики Morcheeba.
1998 року лейбл China Records викупила компанія Warner Music International, об'єднавши його з британським відділенням Warner Music.